# إيمي إل. الكسندر
إيمي إل. الكسندر (بالإنجليزية: Amy L. Alexander)‏ هي صحفية وكاتبة العمود ومؤلفة أمريكية، ولدت في 4 مايو 1963 في سان فرانسيسكو في الولايات المتحدة.